# (500188) 2012 GZ16
(500188) 2012 GZ16 es un asteroide perteneciente al cinturón de asteroides, descubierto el 15 de abril de 2012 por el equipo del Pan-STARRS desde el Observatorio de Haleakala, Hawái, Estados Unidos.

## Designación y nombre
Designado provisionalmente como 2012 GZ16.

## Características orbitales
2012 GZ16 está situado a una distancia media del Sol de 2,683 ua, pudiendo alejarse hasta 3,488 ua y acercarse hasta 1,879 ua. Su excentricidad es 0,299 y la inclinación orbital 13,55 grados. Emplea 1605,97 días en completar una órbita alrededor del Sol.
Los próximos acercamientos a la órbita de Júpiter se producirán el 18 de febrero de 2085, el 17 de diciembre de 2119 y el 30 de diciembre de 2168, entre otros.

## Características físicas
La magnitud absoluta de 2012 GZ16 es 16,7.